# Muzeum Przyrodnicze im. Krystyny i Włodzimierza Tomków w Ciężkowicach
Muzeum Przyrodnicze im. Krystyny i Włodzimierza Tomków w Ciężkowicach – muzeum w Ciężkowicach. Wchodzi w skład „Centrum Kultury i Promocji Gminy Ciężkowice”.

## Historia muzeum
Muzeum zostało utworzone w 1989 – wtedy kolekcja została udostępniona w budynku, który był własnością Gminy Ciężkowice. Historia zbiorów jest o wiele starsza i wiąże się ściśle z postacią dr. Włodzimierza Tomka, który wraz z żoną Krystyną przez ponad 50 lat kolekcjonował eksponaty i działał na rzecz ochrony przyrody. Wcześniej (od lat 80.), zbiory były dostępne dla zwiedzających w rodzinnej kamienicy państwa Tomków przy ul. św. Andrzeja w Ciężkowicach.
Po 1995 i śmierci dr. Włodzimierza Tomka, zbiory zostały wykupione od rodziny przez gminę, przy użyciu środków finansowych z Wojewódzkiego Funduszu Ochrony Środowiska w Tarnowie. 
W 2009 muzeum zmienia siedzibę na czas rozbudowy starego budynku i mieści się w siedzibie dawnego „Sokoła” – „Pogórzanki”, przy ul. 3 Maja.
Od grudnia 2011 działa w obecnej lokalizacji.

## Ekspozycja

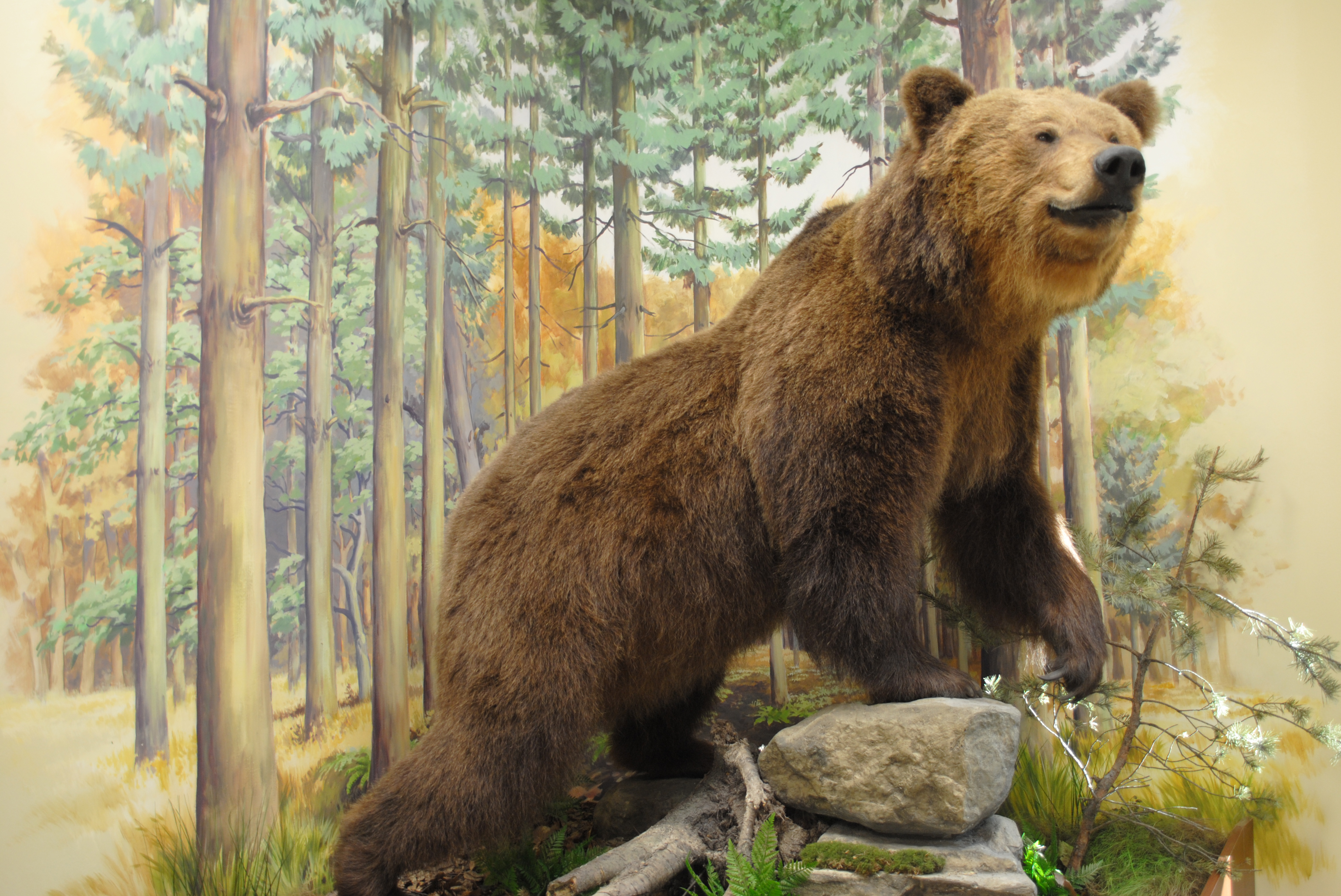
Dermoplast niedźwiedzia brunatnego

Najważniejszą część ekspozycji stanowi około 200 gatunków ptaków prezentowanych w ułożeniu grup systematycznych (rzędy i rodziny). Wśród rzadkich gatunków znajduje się ponad 20 z Polskiej Czerwonej Księgi Zwierząt, w tym gatunki wymarłe.
Kolekcja entomologiczna liczy ok. pół tysiąca owadów, głównie motyle – 300 sztuk.
Liczne trofea łowieckie i dermoplasty (pełnoplastyczne preparaty przyrodnicze) ssaków, ponad 100 modeli roślin naczyniowych, a także skamieniałości i stanowiska interaktywne wzbogacają zbiory muzeum.

### Stanowiska interaktywne
- Szklana podłoga, pod którą odtworzone zostały fragmenty siedlisk i wybrane zbiorowiska roślinne. Poszczególne sekcje łąki są szczegółowo opisane na podświetlanych plafonach. W jej segmentach wmontowane są również modele większości gatunków gadów i płazów Polski.
- Budowa ciała ptaka – podświetlony plafon z żywicowym modelem upierzenia ciała ptaka, sterowany mechaniką sensoryczną.
- Fotogaleria cyfrowa – infokiosk z panelem dotykowym, w którym dostępne są materiały dotyczące założycieli (filmy dokumentalne, wywiady, publikacje), fotokasty przyrodnicze dotyczące Pogórza Ciężkowickiego oraz inne materiały edukacyjne.
- Zestaw 8 fotoramek z prezentacjami opisującymi główne rzędy i rodziny ptaków zgromadzonych w muzeum.
- Stanowisko z odtwarzaczami MP4 głosów krajowych gatunków ptaków.
- Rzeka – projekcja rzeki z prezentacją miejscowej ichtiofauny.